# Бловац
Бловац (нем. Blowatz) — община в Германии, в земле Мекленбург-Передняя Померания.
Входит в состав района Северо-Западный Мекленбург. Подчиняется управлению Нойбург. Население составляет 1161 человек (2010). Занимает площадь 30,21 км². 
Коммуна подразделяется на 9 сельских округов.
Раскопки Кильского университета и Археологического ведомства земли Мекленбург-Передняя Померания, проводившиеся в 1995—1998 годах в пределах села Бловац (Гросс-Штрёмкендорф) на восточном побережье Висмарского залива Мекленбургской бухты, открыли большую часть некоего торгового центра и прилегающих к нему захоронений площадью 23 гектара. Топографическое расположение и датировка (согласно находкам и дендрохронологии) довольно точно соответствуют времени существования Рерика. Более точное определение, однако, пока археологически невозможно, поскольку принципиально может подходить любой морской торговый центр времён Каролингов.

## Галерея

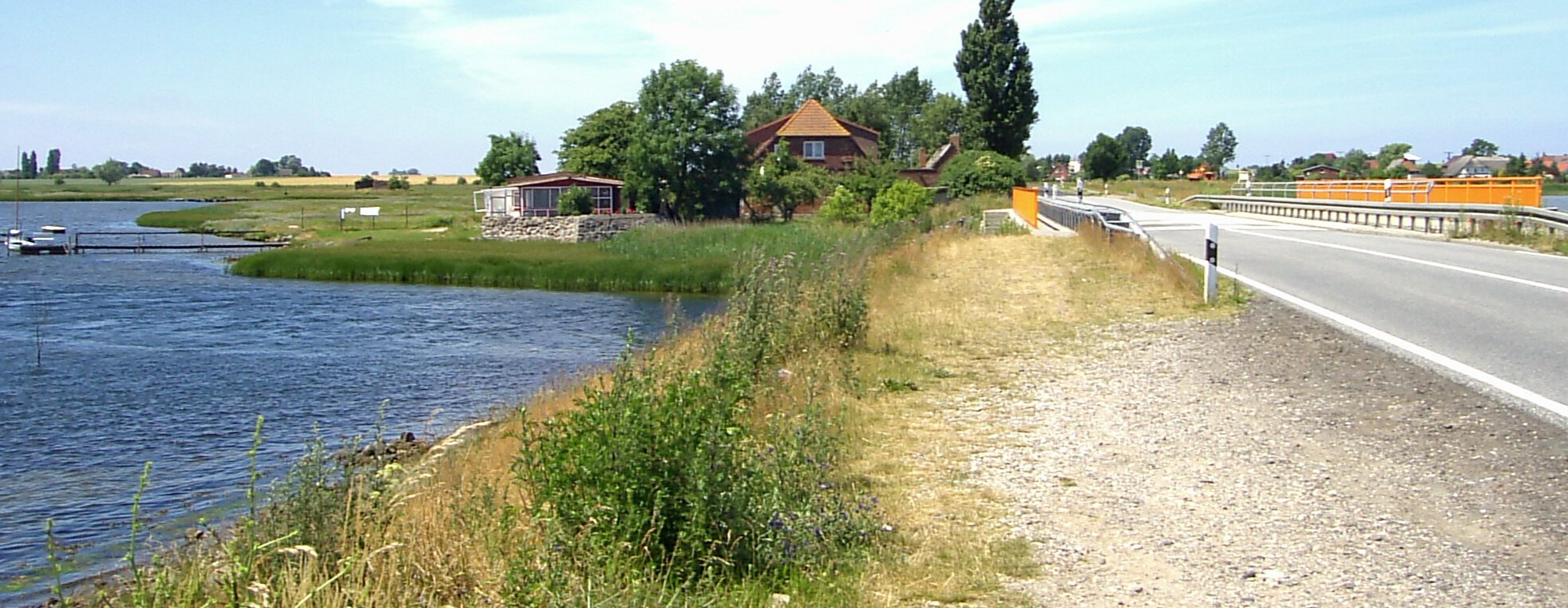
Мост
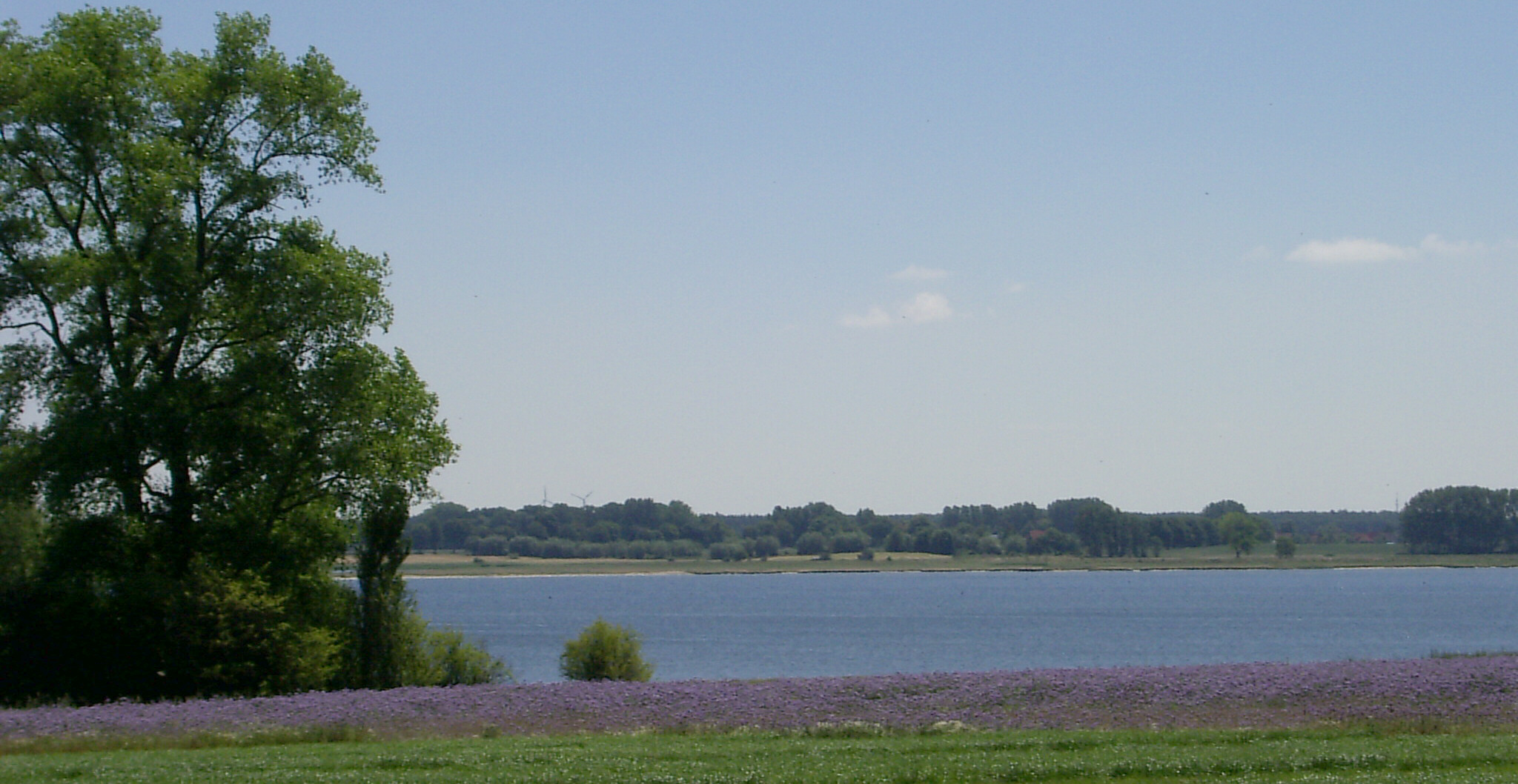
Бловац